# Berta (Sprache)

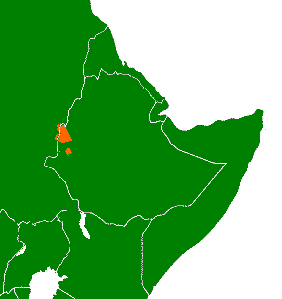
Verbreitungsgebiet der Berta-Sprachen

Berta (auch: Beni Shangul, Bertha, Barta, Burta, Wetawit, Jebelawi) ist eine afrikanische Sprache, die in Äthiopien von rund 125.000 (Stand 1994) und im Sudan von etwa 22.000 Menschen gesprochen wird (Stand von 1998).
In Äthiopien wird es in der Benishangul-Gumuz-Region, im Sudan im Gebiet südwestlich des Blauen Nils im Bundesstaat An-Nil al-azraq an der Grenze zu Äthiopien von der Volksgruppe der Berta gesprochen.
Berta ist innerhalb des Klassifikationsversuchs der nilosaharanischen Sprachen eine Einzelsprache, die mit fast keiner Sprache etwas gemeinsam hat.